# Gramàtica Signe
La Gramàtica Signe va ser un llibre publicat el febrer de 1962 per facilitar l'aprenentatge de català, en un període on el seu ensenyament encara estava prohibit. Va ser escrit per Albert Jané, Josep Ibáñez i Senserrich, Enric Gual i Maria Eugènia Dalmau amb el títol de Signe. Normes pràctiques de gramàtica catalana. Va ser imprès per Impremta de la Vídua de Daniel Cochs i Reig.

## Història
A principis de la dècada de 1960 va arribar un llegat d'un català que vivia exiliat a Amèrica, amb la condició que havia de ser destinat a la promoció de la llengua i cultura catalana. En Josep Tremoleda es va encarregar de gestionar-ho. L'agost de 1961 va convocar una reunió on va proposar als assistents fer una gramàtica de caràcter popular, amb la voluntat que tingués molta difusió i servís per apropar la llengua catalana al màxim de gent possible, i publicar-la abans de finals d'any. La iniciativa va tenir èxit i progressivament el llibre va esdevenir un manual de referència entre els professors de català en classes particulars i/o semi-clandestines. El juny de 1963 ja se'n va publicar la segona edició.